# Émile Littré
Émile Littré (1. února 1801 Paříž – 2. června 1881 Paříž) byl francouzský učenec, filosof a filolog.
Vystudoval lékařství a v tomto oboru i publikoval, ale především se zabýval filozofií a filologií. Ve filozofii byl jako žák Augusta Comta jedním z vykladačů pozitivismu. Ve filologii si získal slávu ve své době vysoce hodnoceným Slovníkem francouzského jazyka (Dictionnaire de la langue française), na kterém pracoval v letech 1844–1877 (vydán ve 4 sv. 1863–1873, sv. dodatků 1877). V roce 1871 byl zvolen za člena Francouzské akademie a v roce 1875 doživotním senátorem.